# Corythoxestis pentarcha
Corythoxestis pentarcha är en fjärilsart som först beskrevs av Edward Meyrick 1922.  Corythoxestis pentarcha ingår i släktet Corythoxestis och familjen styltmalar.
Artens utbredningsområde är Sri Lanka. Inga underarter finns listade i Catalogue of Life.